# Uranotaenia sexaueri
Uranotaenia sexaueri är en tvåvingeart som beskrevs av John Nicholas Belkin 1953. Uranotaenia sexaueri ingår i släktet Uranotaenia och familjen stickmyggor. Inga underarter finns listade i Catalogue of Life.